# Iàmnoie (Bélgorod)
|  | Per a altres significats, vegeu «Iàmnoie». |

Iàmnoie - Ямное (rus) - és un poble de l'óblast de Bélgorod, a Rússia. El 2014 tenia 25 habitants. Pertany al districte (raion) de Stroítel.